# Jérôme Bignon (homme politique)
Pour les articles homonymes, voir Jérôme Bignon et Bignon.
Jérôme Bignon est un homme politique français, né le 1er janvier 1949 à Neuilly-sur-Seine. Il est avocat depuis 1973 et fondateur du cabinet Bignon-Lebray.
À la mort de son père Charles Bignon, député de 1968 à 1978, il devient maire de Bermesnil et y reste vingt-et-un ans. Il est ensuite député de la 3e circonscription de la Somme de 1993 à 1997 et de 2002 à 2012. Il est sénateur de la Somme de 2014 à 2020.

## Biographie

### Carrière politique
Son engagement politique est lié au général de Gaulle. Dès l'âge de 16 ans, il milite, et à 31 ans il devient un élu local de terrain. Après deux tentatives infructueuses en 1981 et en 1988, il est élu député pour la 1re fois en 1993, dans la troisième circonscription de la Somme (3e). Après la dissolution de 1997, battu par Vincent Peillon, il consacre, alors, les cinq ans de la cohabitation à la vie locale et va développer grâce à la présidence du syndicat mixte de la Baie de Somme (SMACOPI) un vrai intérêt pour le développement des zones littorales.
Secrétaire fédéral du RPR de la Somme, il est réélu député en 2002 face à Vincent Peillon, il devient administrateur du Conservatoire du littoral, président de Rivages de France, président des Plus Belles Baies du Monde, président de l'Agence des aires marines protégées créée en 2006 par la loi n° 2006-436 du 14 avril 2006 relative aux parcs nationaux, aux parcs naturels marins et aux parcs naturels régionaux, et depuis le 27 février 2008, Président du Conservatoire du littoral. Il fait partie du groupe UMP à l'Assemblée nationale. Il est membre du Club de la boussole.
Secrétaire départemental de l'UMP, il est à nouveau réélu député de la Somme en 2007, face à Vincent Peillon, alors porte-parole de la candidate socialiste à l'élection présidentielle, Ségolène Royal.
Il est élu, le 4 décembre 2007, président du groupe d'études « Chasse et territoires » à l'Assemblée nationale,  le groupe le plus important du Palais Bourbon, avec un peu plus de 200 députés.
Il consacre sa vie de parlementaire à l'environnement, dont il avait la charge au conseil général jusqu'en 2008, le développement durable (il est membre du Conseil national pour le développement durable), la mer, l'eau et la biodiversité. À la demande de Jean-Louis Borloo, ministre d'État chargé de l'Écologie, il a présidé un groupe de travail du Grenelle de la mer concernant le littoral, dont les propositions ont été remises au ministre le 9 juin 2009. Il est, depuis le 1er juillet 2009, vice-président de la nouvelle Commission du développement durable et de l'aménagement du territoire, créée lors de la révision de la Constitution de juillet 2008.
Il est également secrétaire national de l'UMP chargé de la Chasse.
Il perd son siège de député lors des élections législatives de 2012 au profit du socialiste Jean-Claude Buisine.
Il est élu sénateur de la Somme en 2014 à la tête d'une liste UMP qui obtient 25,92 % derrière la liste UDI.
Il soutient Alain Juppé pour la primaire présidentielle des Républicains de 2016.
Il parraine Maël de Calan pour le congrès des Républicains de 2017, scrutin lors duquel Laurent Wauquiez est élu le président du parti.
En novembre 2017, il participe à la création d'Agir, la droite constructive et rejoint le groupe Les Indépendants - République et territoires.

## Synthèse des mandats
- Du 29 mars 1980 au 18 mars 2001 : maire de Bermesnil.
- Du 4 mai 1980 au 1er octobre 2014 : conseiller général de la Somme pour le canton d'Oisemont.
- Du 17 mars 1986 au 22 mars 1992 : conseiller régional de Picardie.
- Du 23 mars 1992 au 17 avril 1993 : vice-président du conseil régional de Picardie.
- Du 2 avril 1993 au 21 avril 1997 puis du 19 juin 2002 au 19 juin 2012 : député de la 3e circonscription de la Somme.
- Du 29 mars au 13 avril 2004 : conseiller régional de Picardie.
- Du 1er octobre 2014 au 30 septembre 2020 : sénateur de la Somme.

## Décorations
- Officier de la Légion d'honneur par décret du 31 décembre 2021
  -  Chevalier de la Légion d'honneur par décret du 4 mai 1998[4]